# Духкан, Ахмед
Ахмед Мажил Духкан (Сэбэншы) (1930 — 18 апреля 2015) — государственный деятель Иордании, адыгского происхождения. Министр сельского хозяйства Иордании(1985 - 1986). Министр транспорта и связи Иордании(1986 — 1989). Министр водного хозяйства и мелиорации Иордании(1988 - 1989). Награждён орденами и медалями Иордании.

## Биография
Окончил инженерный факультет Александрийского университета (Египет). Возглавлял Комитет социального развития Аммана, Координационный центр администраций городов Хашимитского королевства, Государственный комитет по охране окружающей среды.